# Philodendron
Philodendron Schott è un genere di piante della famiglia delle Aracee originario delle zone tropicali del Nuovo Mondo.

## Etimologia
Il nome del genere è di origine greca e deriva da filos, amico, e dendron, albero, che significa "che ama l'albero", e sta ad indicare il portamento rampicante di molte specie del genere.

## Descrizione
Comprende moltissime specie dal fusto ascendente, alte da 50 cm a 3 m ed oltre, talvolta rampicanti, con radici avventizie, foglie persistenti, cuoriformi più o meno acuminate, di grandi dimensioni, simili a quelle del genere Monstera con cui vengono a volte confuse. La particolarità di queste piante sono i fiori che sono costituiti da una spata biancastra con al centro uno spadice giallo/biancastro. In natura questa pianta produce un frutto di sapore simile all'ananas ma coltivata in appartamento è molto raro che fruttifichi.

## Tassonomia
Il genere comprende oltre 500 specie tra cui:

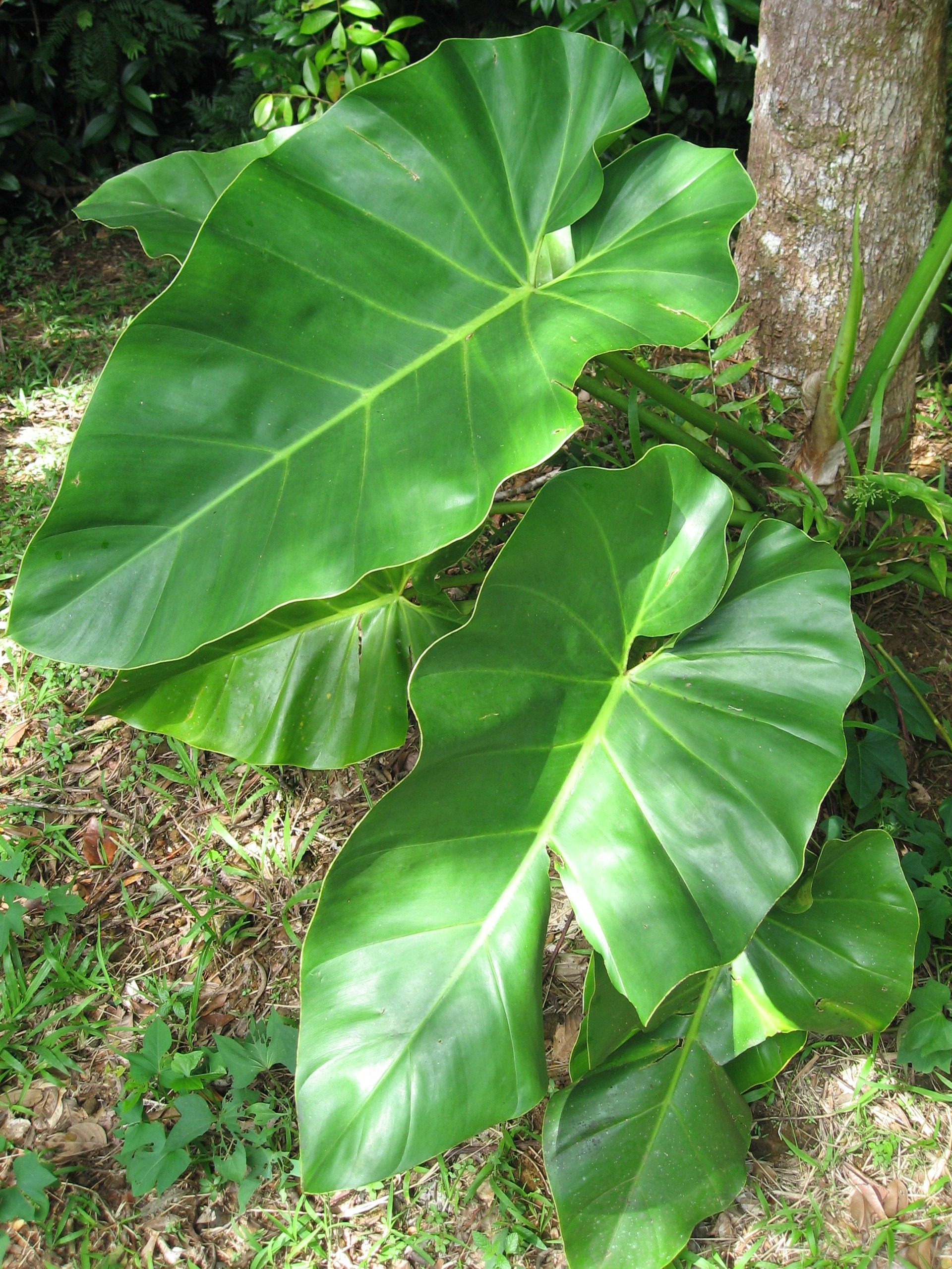
Philodendron giganteum

- Philodendron auriculatum Standl. & L. O. Williams
- Philodendron bipennifolium Schott
- Philodendron consanguineum Schott
- Philodendron cordatum (Vell.) Kunth
- Philodendron crassinervium Lindl.
- Philodendron davidsonii Croat
- Philodendron devansayeanum L. Linden
- Philodendron ensifolium Croat & Grayum
- Philodendron erubescens K. Koch & Augustin
- Philodendron eximium Schott
- Philodendron fragrantissimum (Hook.) G. Don
- Philodendron giganteum Schott
- Philodendron gloriosum André
- Philodendron hederaceum (Jacq.) Schott
- Philodendron herbaceum Croat & Grayum
- Philodendron jacquinii Schott
- Philodendron lacerum (Jacq.) Schott
- Philodendron lingulatum (L.) K. Koch
- Philodendron mamei André
- Philodendron martianum Engl.
- Philodendron melanochrysum Linden & André
- Philodendron mexicanum Engl.
- Philodendron microstictum Standl. & L. O. Williams
- Philodendron opacum Croat & Grayum
- Philodendron ornatum Schott
- Philodendron pedatum (Hook.) Kunth
- Philodendron pinnatifidum (Jacq.) Schott
- Philodendron radiatum Schott
- Philodendron recurvifolium Schott
- Philodendron renauxii Reitz
- Philodendron robustum Schott
- Philodendron sagittifolium Liebm.
- Philodendron sphalerum Schott
- Philodendron squamiferum Poepp.
- Philodendron standleyi Grayum
- Philodendron tripartitum (Jacq.) Schott
- Philodendron verrucosum L. Mathieu ex Schott
- Philodendron wendlandii Schott

## Usi
Come pianta ornamentale  per l'eleganza del fogliame e il portamento rampicante o ricadente, viene coltivata in vaso per decorare gli appartamenti, o in serra temperata o calda per le specie più delicate.

Tra le specie più coltivate come piante ornamentali ci sono:  
- P. bipinnatifidum noto col nome comune di filodendro eretto, pianta non rampicante, a portamento raccolto, con il fusto centrale alto 1,5 m, da cui si dipartono lunghi steli che portano foglie quasi cuoriformi profondamente lobate;
- P. burgundy, con fusti rampicanti alti oltre 2 m, a lenta crescita, che richiedono un tutore; ha gli steli e la pagina inferiore delle grandi foglie colorate di rosso vivo;
- P. hederaceum, noto col nome comune di filodendro con foglie a forma di cuore (heart-leaf philodendron), pianta rampicante o a portamento strisciante ricadente, di rapida crescita; se sostenuta da un tutore adeguato supera rapidamente i 2 m di altezza; si caratterizza per le piccole foglie cuoriformi, appuntite e carnose, di un bel colore ramato da giovani che diventano verdi e di consistenza coriacea nel tempo;
- P. erubescens, con le foglie allungate, rossastre sulla pagina inferiore.

## Metodi di coltivazione
Le specie rampicanti semiepifite, necessitano di un tutore ricoperto di sfagno e mantenuto sempre umido; richiede ambienti caldi e ombreggiati, atmosfera caldo-umida, terriccio sciolto ricco di humus e miscelato a terra di foglie, ben drenato; nella bella stagione concimare 2 volte al mese con fertilizzante minerale liquido od organico in polvere, d'inverno con cadenza mensile; annaffiature regolari, mantenendo elevata l'umidità ambientale.
Se le radici invadono completamente il vaso, rinterrare o rinvasare in primavera, utilizzando una miscela in parti uguali di torba o terra di foglie e terriccio universale.
La moltiplicazione avviene per talea o per margotta

## Avversità
- Le cocciniglie sono i nemici più temibili per i Philodendron e vanno eliminate tempestivamente.
- Il ristagno favorisce gli attacchi fungini che provocano marciumi, ingiallimento e seccume delle foglie.
- La luce solare diretta, ambienti secchi e le basse temperature, possono danneggiare gravemente le foglie che disseccano e cadono.